# Pfalzen
Pfalzen (italià Falzes) és un municipi italià, dins de la província autònoma de Tirol del Sud. És un dels municipis del vall de Pustertal. L'any 2007 tenia 2.258 habitants. Limita amb els municipis de Bruneck, Kiens, Gais, St. Lorenzen i Mühlwald.

## Situació lingüística
| Pertinença lingüística (cens 2001) | 97,31% alemany |
| Pertinença lingüística (cens 2001) | 1,78% italià   |
| Pertinença lingüística (cens 2001) | 0,91% ladí     |

## Alcaldes des de 1952
- 1952 - 1956: Johann (Grunser) Baumgartner
- 1956 - 1969: Johann (Jochele) Hainz
- 1969 - 1973: Alois (Luis) Durnwalder
- 1973 - 1974: Johann (Jochele) Hainz
- 1974 - 1990: Hartmann Willeit
- 1990 - 2005: Manfred Hainz
- des del 2005: Josef Gatterer (SVP)

## Esports
Pfalzen ha estat algunes vegades etapa del Giro d'Itàlia:
- 1997 (5 de juny): 19^ etapa, guanyada per l'espanyol José Luis Rubiera.
- 2004 (25 de maig): 16^ etapa, guanyada per Damiano Cunego.
- 2012 (22 de maig): 16^ etapa, guanyada per l'espanyol Ion Izagirre.

## Personatges il·lustres
- Alois (Luis) Durnwalder, president del Tirol del Sud

Territori comunal